# 夏目未來
夏目未來（1月22日—）是日本女性聲優，岡山縣出身。主要出演十八禁遊戲。

## 演出作品

### 遊戲
- （河邨心羽）
- 黑髪少女隊（山本靜、美津子）
- （沙沙）
- （向坂明日奈[1]）